# Hans Aanrud
Hans Aarund (3. rujna 1863. – 11. siječnja 1953.), norveški književnik i pripovjedač. Njegov rad obuhvaća književnu i kazališnu kritiku, komedije i pripovijetke. U dramskim radovima prevladava dobroćudan humor, dok su mu kratke priče i knjige za djecu u stilu idiličnog realizma, s dojmljivim prikazima seoskog života.

## Životopis
Kao sin seljačkih roditelja i siguran poznavalac svoje uže postojbine, Aarund kao zastupnik finog umjerenog realizma crta u prvom redu seljački život u samotnim krajevima istočne Norveške. Istančan smisao za prirodu i primitivna bića spojio se u njega s vedrinom i dobrohotnim osmijehom. 
Prvi veći uspjeh pribavila mu je humoristična pripovijest: Hvordan Vorherr e fik Heet til Amund Bergi-mellem (Kako je Gospod Bog primio sijeno A. Bergimellema, 1888.), u kojoj je seljak dovezao sijeno kući u nedjelju, pa se stoga tako kajao, da je po kiši izvezao sijeno i žrtvovao ga Bogu. Slijedile su zatim pripovijesti: Fortœllinger (Pripovijetke, 1891.), En Vinternat og andre Fortœllinger (Zimska noć i druge pripovijetke, 1896.), Seminaristen (Učiteljski pripravnici, 1901.), Farvel Fantdal (Zbogom, F., 1912.). 
U noveli Zimska noć pokušao je prikazati bratoubijstvo u tišini seoske noćne osame, ali je ubrzo ostavio takve drastične motive i proslavio se pripovijetkama čiste pjesničke inspiracije, naročito o djeci: Storkarler (1896.), Smaafoe (Mališani, 1906.), Sidsel Sidsœrk (Sidsel Dugosuknjica, 1903., i hrvatski prijevod) i Solve Solfeng (1910.), koje su sve protkane vlastitim uspomenama iz djetinjstva. Kao literarni i kazališni kritičar (ravnatelj kazališta u Bergenu, dramaturg Narodnog kazališta u Christianiji) napisao je i nekoliko komedija: Storken (Roda, 1895), Hoit til Hest (Na konju, 1901), Hanen (Kokot, 1906), ali se opet vratio uspomenama iz zavičaja: Jo-Karen i Skarvangen, Fra Fjeldbygden i œldre dage (Jo-Karen iz Skarvangena, Iz seoskog života starih dana).

## Djela

### Drame
- Storken (Roda)
- Hanen (Pijetao)

### Pripovijetke
- En Vinternat og andre Fortaellinger (Zimska noć i druge priče)
- En Odelsbonde og andre Fortaellinger (Nasljedni seljak i druge priče)
- Solve Suntrap